# Kanton Chambon-sur-Voueize
Der Kanton Chambon-sur-Voueize war bis 2015 ein französischer Wahlkreis im Arrondissement Aubusson, im Département Creuse und in der Region Limousin. Sein Hauptort war Chambon-sur-Voueize.
Kanton war 257,55 km² groß und hattw 3888 Einwohner (Stand: 2012).

## Gemeinden
| Gemeinde               | Einwohner | Code postal | Code Insee |
| ---------------------- | --------- | ----------- | ---------- |
| Auge                   | 109       | 23170       | 23009      |
| Budelière              | 755       | 23170       | 23035      |
| Chambon-sur-Voueize    | 1012      | 23170       | 23045      |
| Lépaud                 | 342       | 23170       | 23106      |
| Lussat                 | 428       | 23170       | 23114      |
| Nouhant                | 323       | 23170       | 23145      |
| Saint-Julien-le-Châtel | 172       | 23130       | 23204      |
| Saint-Loup             | 175       | 23130       | 23209      |
| Tardes                 | 127       | 23170       | 23251      |
| Verneiges              | 86        | 23170       | 23259      |
| Viersat                | 348       | 23170       | 23261      |